# Bataille de Blore Heath
Pour un article plus général, voir Guerre des Deux-Roses.
Guerre des Deux-Roses
Batailles
La bataille de Blore Heath est le premier affrontement majeur de la guerre des Deux-Roses. Elle se déroule de 23 septembre 1459 en Angleterre, à Blore Heath, dans le Staffordshire, à 2 miles (3,2 kilomètres) de la ville de Market Drayton dans le Shropshire.

## Contexte
Après la première bataille de St Albans, une paix difficile s'installe en Angleterre. Les tentatives de réconciliation entre les maisons d'York et de Lancastre sont couronnées d'un succès mitigé. Néanmoins, les deux partis font preuve l'un envers l'autre d'une hostilité croissante et en 1459 s'adonnent activement au recrutement de partisans armés. La reine Marguerite d'Anjou continue à enrôler dans la noblesse pour le compte du roi Henri VI et dote ses partisans d'un emblème au cygne d'argent. Dans le même temps, l'état-major yorkiste, mené par le duc Richard, reçoit de nombreux appuis, malgré les sévères sanctions prévues en cas de rébellion armée contre le roi.
L'armée yorkiste basée au château de Middleham (Yorkshire), menée par Richard Neville, 5e comte de Salisbury, doit effectuer la jonction avec l'armée principale de la maison d'York au château de Ludlow (Shropshire). Alors que Neville traverse les Midlands en direction du sud-ouest, la reine ordonne à James Tuchet, baron Audley, de lever une armée pour l'intercepter.

## La bataille
Audley choisit l'aride lande de Blore Heath pour monter une embuscade. Dans la matinée du 23 septembre (jour de la saint Thècle), une troupe de 10 000 hommes prend position derrière une grande haie à la limite sud-ouest de Blore Heath et regarde vers Newcastle-under-Lyme au nord-est, direction de laquelle arrive Neville.
Les éclaireurs yorkistes aperçoivent les bannières lancastriennes qui dépassent de la haie et avertissent immédiatement Neville. Alors qu'elle sort d'une zone boisée, l'armée yorkiste, forte de quelque 5 000 combattants, réalise qu'une force largement supérieure en nombre les attend. Neville range immédiatement ses troupes en ordre de bataille, juste hors de portée de l'archerie lancastrienne. Afin de sécuriser son flanc droit, il y place ses chariots de ravitaillement en barricade. Dans la crainte d'une défaite, on dit que les Yorkistes ont baisé le sol, supposant que ce terrain serait celui de leur rencontre avec la mort.
Un ruisseau aux eaux rapides et aux rives escarpées coule entre les deux armées, distantes de quelque 300 mètres sur la lande. Ce ruisseau fait paraître inexpugnable la position d'Audley.
Dans un premier temps, les deux chefs cherchent à parlementer pour éviter le bain de sang. Puis, comme à l'accoutumée dans les batailles médiévales de cette époque, le combat commence par un duel entre les longbows des deux armées. Ce duel s'avère cependant stérile du fait de la distance qui sépare les deux troupes.
Neville, conscient qu'attaquer en traversant le ruisseau serait suicidaire, décide d'employer la ruse pour que son ennemi prenne l'initiative de l'assaut. Il fait reculer son armée assez loin pour que les Lancastriens la croient en retraite. Ceux-ci font charger leur cavalerie ; une fois celle-ci engagée, Neville ordonne à ses hommes de faire volte-face et d'attaquer leurs ennemis alors qu'ils traversent le ruisseau. Il est possible qu'Audley ne soit pas celui qui a donné l'ordre de la charge, mais en tout état de cause elle renverse l'équilibre de l'affrontement en faveur de Neville et se solde par de très lourdes pertes chez les Lancastriens.
L'armée de Lancastre bat en retraite puis lance un nouvel assaut, peut-être en vue de secourir les blessés. Cette deuxième attaque rencontre plus de succès et plusieurs Lancastriens arrivent à traverser le ruisseau. Il s'ensuit une violente bataille au cours de laquelle Audley est tué.
La mort d'Audley fait passer le commandement de l'armée à son second, John Sutton, baron Dudley, qui lance une attaque avec quelque 4 000 fantassins. Cet assaut est un échec et quelque 500 combattants de Lancastre se joignent à l'armée yorkiste et attaquent leur propre camp. La résistance de ce qu'il reste de combattants loyaux à Lancastre s'effondre et il suffit à l'armée yorkiste d'avancer pour conclure la victoire. La déroute de Lancastre dure une bonne partie de la nuit avec les combattants yorkistes poursuivant leurs ennemis en fuite sur des kilomètres à travers la campagne.
Inquiet de la présence éventuelle de renforts lancastriens prêts à fondre sur Ludlow, Neville installe son camp sur une colline près de Market Drayton. Il ordonne à un religieux du cru de rester à Blore Heath durant la nuit et de régulièrement donner un coup de canon afin d'amener d'éventuels Lancastriens proches à croire que la bataille bat encore son plein.
On estime qu'environ 3 000 hommes périssent dans cette bataille, dont au moins 2 000 pour le parti de Lancastre.

## Légendes
Une légende locale raconte que l'Hemptill Brook, la rivière qui traverse Blore Heath, a charrié du sang durant les trois jours qui ont suivi la bataille. Une autre légende veut que Marguerite d'Anjou ait assisté à la bataille du haut de la flèche d'une église des environs de Mucklestone, avant de s'enfuir en constatant la défaite d'Audley. Il est dit qu'elle a ordonné à un maréchal-ferrant, William Skelhorn, de ferrer son cheval à l'envers afin de dissimuler sa fuite. L'enclume de cet artisan est exposée dans le jardin de l'église de Mucklestone en commémoration de cet évènement.

## Hommages
Une croix est érigée à Blore Heath pour marquer l'endroit où Audley est tombé au champ d'honneur ; en 1765, elle est remplacée par une croix en pierre, toujours en place à l'heure actuelle. Audley est enterré à Darley Abbey dans le Derbyshire.
Une reconstitution commémore cette bataille à Blore Heath, tous les ans au mois de septembre.